# Le Havre (gioco)
Le Havre è un gioco da tavolo gestionale (appartenente alla categoria dei giochi in stile tedesco) creato da Uwe Rosenberg, pubblicato dalla casa editrice tedesca Lookout Games

## Descrizione
Il gioco è ambientato nell'omonima città Le Havre, importante porto nel nord della Francia. I giocatori rappresentano degli imprenditori dediti all'accumulo di ricchezze e alla costruzione di navi. Al termine del gioco il giocatore che avrà accumulato la maggiore ricchezza sarà il vincitore.
Sebbene il turno di gioco è molto semplice il gioco risulta essere molto profondo e complesso. Al proprio turno il giocatore deve compiere due azioni obbligatorie: 1) Azione Rifornimento: si va avanzare la propria nave sul percorso del tabellone di gioco e si riforniscono le aree offerta delle materie indicate sulla casella occupata dalla nave. 2) Azione Principale: prendere le materie da uno spazio offerta o muovere il proprio disco persona su di un edificio, pagare (se presente) la tassa d’utilizzo dell’edificio ed eseguire l’azione dell’edificio. A queste si possono aggiungere altre azioni opzionali come ad esempio: comprare edifici o vendere edifici.
Per costruire edifici e/o navi servono risorse. Nel gioco sono presenti 8 differenti tipi di merci (grano, bestiame, pesce, ferro, pelle, legno, argilla, carbone) e ognuna di esse essere migliorata (es. grano in pane, bestiame in carne, ferro in acciaio...) e tali risorse "lavorate" permettono di costruire in maniera più efficace. Quindi il gioco prevede sedici tipi differenti di merci che possono essere gestite e trasformate grazie agli edifici in una miriade di maniere. Le materie inoltre presentano due caratteristiche fondamentali: il simbolo pentola che indica una merce utilizzabile come cibo (es. pane) ed il simbolo lampadina che indica il possibile utilizzo della merce come energia. A queste risorse va aggiunta la moneta del gioco, i franchi.
Inevitabilmente chi gestirà meglio queste risorse, sarà il vincitore. Alla fine infatti vincerà il giocatore più ricco, cioè quello con più franchi, sommando anche il valore degli edifici personali e delle navi, più eventuali bonus e meno eventuali prestiti fatti e non ripagati.